# SCO
TSG Group, prèviament conegut com a SCO Group i abans com "Caldera Systems" i "Caldera International", és una corporació que associada en els seus orígens a Linux i el moviment programari lliure, desenvolupava distribucions Linux per a servidors i estacions de treball. Després d'adquirir alguns drets sobre UNIX, SCO UNIX (actualment Openserver) i UnixWare, va iniciar un judici legal contra IBM el 2003, al·legant que IBM havia introduït en el nucli Linux codi pertanyent a SCO Group.